# 伊藤俊美
伊藤 俊美（いとう としみ）は、日本のフィギュアスケート選手（ペアスケーティング）。パートナーは無良隆志。1980全日本フィギュアスケート選手権優勝。1980年NHK杯3位。

## 経歴
1980年、無良隆志とカップルを組み、NHK杯で3位に入る。同年の全日本選手権で優勝を果たす。その後、1981年のNHK杯では6位、初出場となった1983年の世界選手権では14位に終わる。

## 主な戦績
| 大会/年        | 1980-81 | 1981-82 | 1982-83 | 1983-84 |
| -------------- | ------- | ------- | ------- | ------- |
| 世界選手権     |         |         | 14      |         |
| 全日本選手権   | 1       |         |         |         |
| NHK杯          | 3       | 6       |         |         |
| プラハスケート |         |         |         | 3       |